# باروان
باروان (يوتا) (بالإنجليزية: Parowan, Utah)‏ هي مدينة تقع في الولايات المتحدة في مقاطعة أيرون، يوتا. يقدر عدد سكانها بـ 2,827 نسمة ومساحتها 15.1 كم2 وترتفع عن سطح البحر 1,834 متر.

## التركيبة السكانية
حدّد مكتب تعداد الولايات المتحدة بيانات التركيبة السكانية لباروان في تعداد الولايات المتحدة. في ما يلي، التركيبة السكانية حسب تعدادي 2000 و2010.

### تعداد عام 2000
بلغ عدد سكان باروان 2,565 نسمة بحسب تعداد عام 2000، وبلغ عدد الأسر 893 أسرة وعدد العائلات 682 عائلة مقيمة في المدينة. في حين سجلت الكثافة السكانية 143.7 نسمة لكل كيلومتر مربع (372.2/ميل2). وبلغ عدد الوحدات السكنية 1,230 وحدة بمتوسط كثافة قدره 68.9 لكل كيلومتر مربع (178.5/ميل2).
وتوزع التركيب العرقي للمدينة بنسبة 96.41% من البيض و0.39% من الأمريكيين الأصليين و0.12% من الأمريكيين ذوي الأصول الآسيوية و0.16% من سكان جزر المحيط الهادئ و1.79% من الأعراق الأخرى و1.13% من عرقين مختلطين أو أكثر و3.16% من الهسبانيون أو اللاتينيون من أي عرق.
بلغ عدد الأسر 893 أسرة كانت نسبة 39.4% منها لديها أطفال تحت سن الثامنة عشر تعيش معهم، وبلغت نسبة الأزواج القاطنين مع بعضهم البعض 65.6% من أصل المجموع الكلي للأسر، ونسبة 6.9% من الأسر كان لديها معيلات من الإناث دون وجود شريك،  بينما كانت نسبة 3.8% من الأسر لديها معيلون من الذكور دون وجود شريكة وكانت نسبة 23.6% من غير العائلات. تألفت نسبة 21.3% من أصل جميع الأسر من عدة أفراد يعيشون في نفس المنزل ونسبة 11.6% كانت تتألف من شخص يعيش بمفرده يبلغ من العمر 65 عاماً أو أكثر. وبلغ متوسط حجم الأسرة المعيشية 2.84، أما متوسط حجم العائلات فبلغ 3.33.
بلغ العمر الوسطي للسكان 36.1 عاماً. وكانت نسبة 31.2% من القاطنين تحت سن الثامنة عشر، وكانت نسبة 8.5% بين الثامنة عشر والرابعة والعشرين عاماً، ونسبة 21.9% كانت واقعةً في الفئة العمرية ما بين الخامسة والعشرين والرابعة والأربعين عاماً، ونسبة 20.3% كانت ما بين الخامسة والأربعين والرابعة والستين، ونسبة 17.1% كانت ضمن فئة الخامسة والستين عاماً فما فوق. يوجد لكل 100 أنثى 99.4 ذكر، ويوجد لكل 100 أنثى في الثامنة عشر من عمرها فما فوق 93.6 ذكر.
بلغ متوسط دخل الأسرة في المدينة 32,426 دولارًا، أما متوسط دخل العائلة فبلغ 36,548 دولارًا. وكان متوسط دخل الذكور 30,170 دولارًا مقابل 17,036 دولارًا للإناث. وسجل دخل الفرد الخاص بالمدينة 14,859 دولارًا. وكانت نسبة 7.8% من العائلات ونسبة 11% من السكان تحت خط الفقر، وكان من هؤلاء نسبة 16.2% تحت سن الثامنة عشر ونسبة 5.2% في الخامسة والستين من العمر وما فوق.

### تعداد عام 2010
بلغ عدد سكان باروان 2,790 نسمة بحسب تعداد عام 2010، وبلغ عدد الأسر 1,033 أسرة وعدد العائلات 735 عائلة مقيمة في المدينة. في حين سجلت الكثافة السكانية 156.3 نسمة لكل كيلومتر مربع (404.8/ميل2). وبلغ عدد الوحدات السكنية 1,412 وحدة بمتوسط كثافة قدره 79.1 لكل كيلومتر مربع (204.9/ميل2).
وتوزع التركيب العرقي للمدينة بنسبة 96.63% من البيض و0.18% من الأمريكيين الأفارقة و0.65% من الأمريكيين الأصليين و0.22% من الأمريكيين ذوي الأصول الآسيوية و1.65% من الأعراق الأخرى و0.68% من عرقين مختلطين أو أكثر و4.77% من الهسبانيون أو اللاتينيون من أي عرق.
بلغ عدد الأسر 1,033 أسرة كانت نسبة 34% منها لديها أطفال تحت سن الثامنة عشر تعيش معهم، وبلغت نسبة الأزواج القاطنين مع بعضهم البعض 58.7% من أصل المجموع الكلي للأسر، ونسبة 8.4% من الأسر كان لديها معيلات من الإناث دون وجود شريك،  بينما كانت نسبة 4.1% من الأسر لديها معيلون من الذكور دون وجود شريكة وكانت نسبة 28.8% من غير العائلات. تألفت نسبة 25.8% من أصل جميع الأسر من عدة أفراد يعيشون في نفس المنزل ونسبة 14.7% كانت تتألف من شخص يعيش بمفرده يبلغ من العمر 65 عاماً أو أكثر. وبلغ متوسط حجم الأسرة المعيشية 2.67، أما متوسط حجم العائلات فبلغ 3.24.
بلغ العمر الوسطي للسكان 39.8 عاماً. وكانت نسبة 28.9% من القاطنين تحت سن الثامنة عشر، وكانت نسبة 6.1% بين الثامنة عشر والرابعة والعشرين عاماً، ونسبة 21.2% كانت واقعةً في الفئة العمرية ما بين الخامسة والعشرين والرابعة والأربعين عاماً، ونسبة 24.7% كانت ما بين الخامسة والأربعين والرابعة والستين، ونسبة 19.1% كانت ضمن فئة الخامسة والستين عاماً فما فوق. وتوزع التركيب الجنسي للسكان بنسبة 49.5% ذكور و50.5% إناث.